# Rue des Récollets (Strasbourg)
Pour les articles homonymes, voir Rue des Récollets.
La rue des Récollets (en alsacien : Rekollektegass) est une voie de Strasbourg rattachée administrativement au quartier Centre. Elle va du quai Lezay-Marnésia, à la hauteur du pont de la Poste, jusqu'au carrefour où se rejoignent la rue Brûlée, la rue de l'Arc-en-Ciel et la rue du Parchemin.

## Toponymie

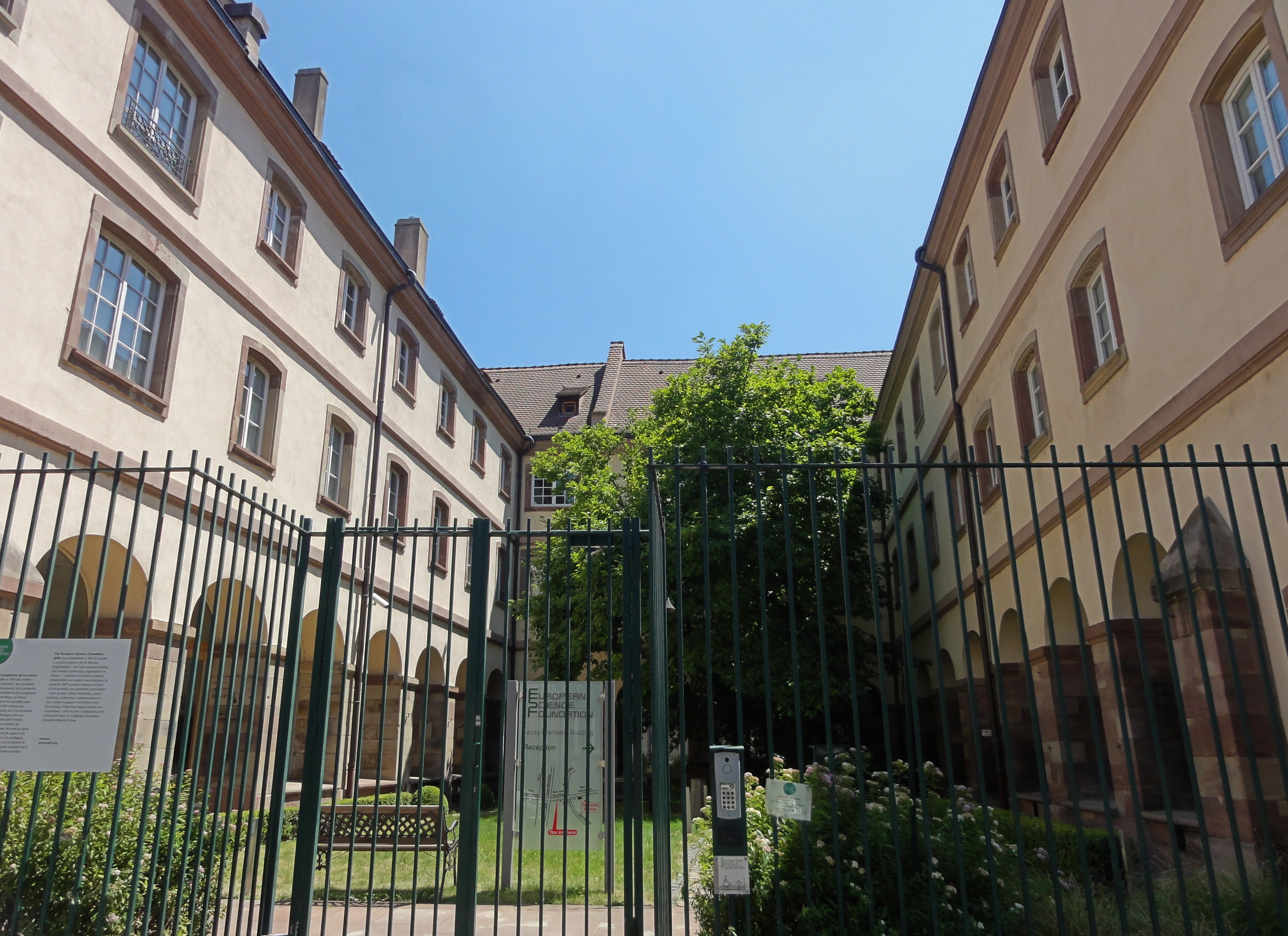
Cour de l'ancien couvent des Récollets, donnant sur la rue.

Au fil des siècles, la rue a connu différentes dénominations, en allemand ou en français : Bei S. Andres (1252), St. Andreasgässlein (1580), Brandgasse (1580), rue Brûlée (1817), rue des Récollets (1823, 1918), Franziskanergasse (1872, 1940), et, à nouveau, rue des Récollets à partir de 1945. 
Le nom de la rue perpétue le souvenir de l'ancienne église des Récollets – les récollets formant un ordre mendiant issu d'une réforme de l'ordre franciscain, qui possédaient plusieurs bâtiments conventuels dans ce quartier de Strasbourg.

## Histoire
Au Moyen Âge, pour des raisons stratégiques et en l'absence de route importante, on ne peut accéder au front est du castrum que par deux poternes, celle de Saint-André et celle de Pierre. Cette configuration confère une certaine importance à l'étroit passage à proximité de la poterne de Saint-André (St. Andresen Thörlein) qui ferme alors la rue et donne accès au pont sur le canal du Faux-Rempart. Près de la poterne s'élève l'église Saint-André qui deviendra l'église des Récollets,.

## Bâtiments remarquables

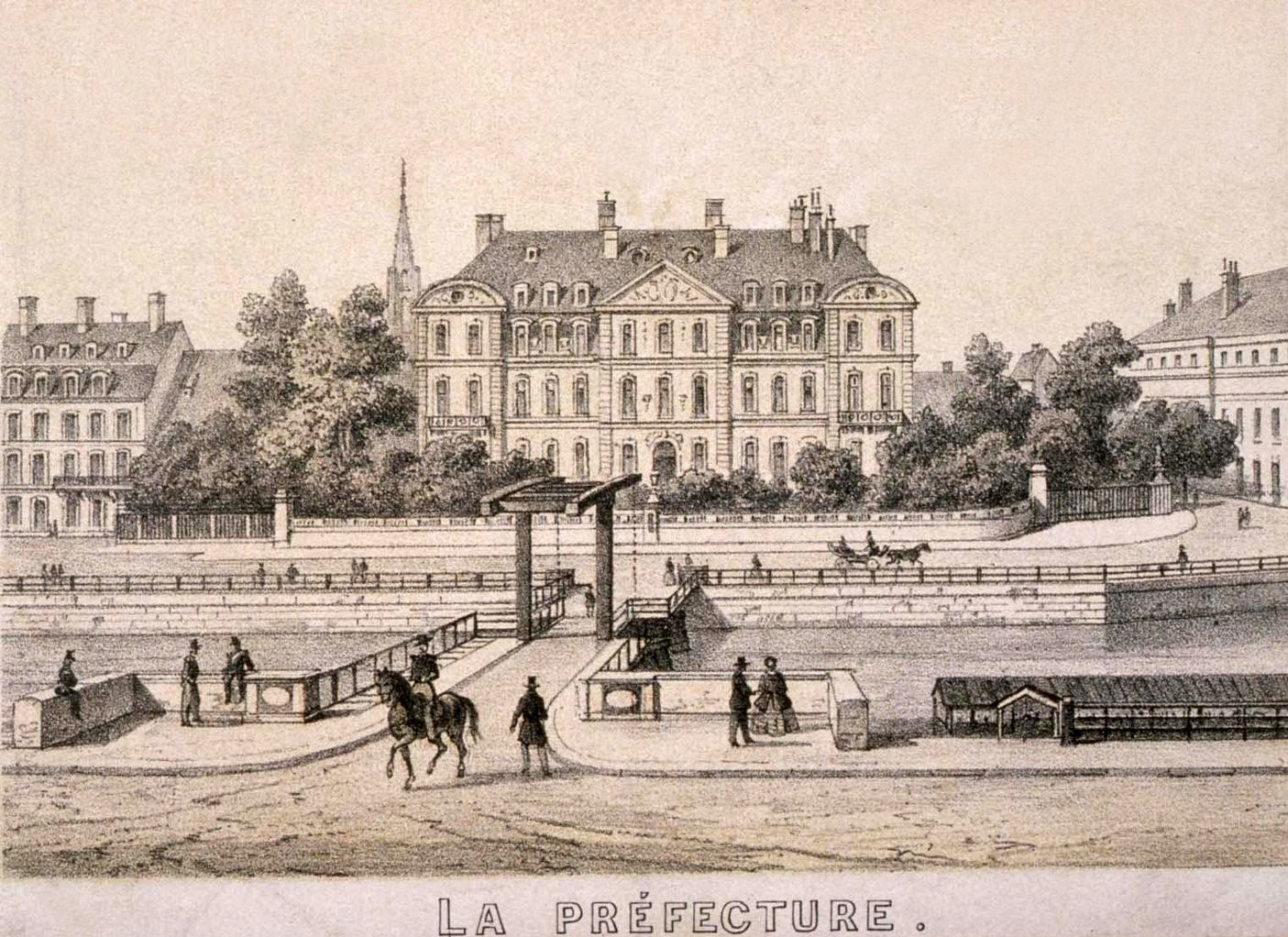
L'ancien hôtel de Gallahan, à gauche de la Préfecture
(Léon Auguste Asselineau, 1860).

Comme le faisait déjà remarquer Adolphe Seyboth au milieu du XIXe siècle, la rue « ne renferme que deux maisons». Le côté pair est occupé par l'ancien couvent qui abrite depuis 1974 le siège de la Fondation européenne de la science, dont la façade principale donne sur le quai Lezay-Marnésia.
no 1 (ancien no 3)L'ancien hôtel de Gallahan — du nom de son maître d'ouvrage, le baron Louis Denis de Gallahan, conseiller et grand veneur du margrave de Bade — est construit en 1767-1768 par le maître-maçon Laurent Goetz, dans un style Régence avec une touche de rococo, comme en témoignent des consoles rocailles plaquées sur la façade, côté rue des Récollets,.
Charles-Louis Schulmeister, « le fameux espion attitré de Napoléon », y aurait séjourné, selon Seyboth.
Le bâtiment est incendié lors des bombardements de 1870. Émile Becker l'acquiert en 1871 et le reconstruit. Ce nouvel édifice comprend un rez-de-chaussée, trois étages en maçonnerie et un quatrième étage en pans de bois.

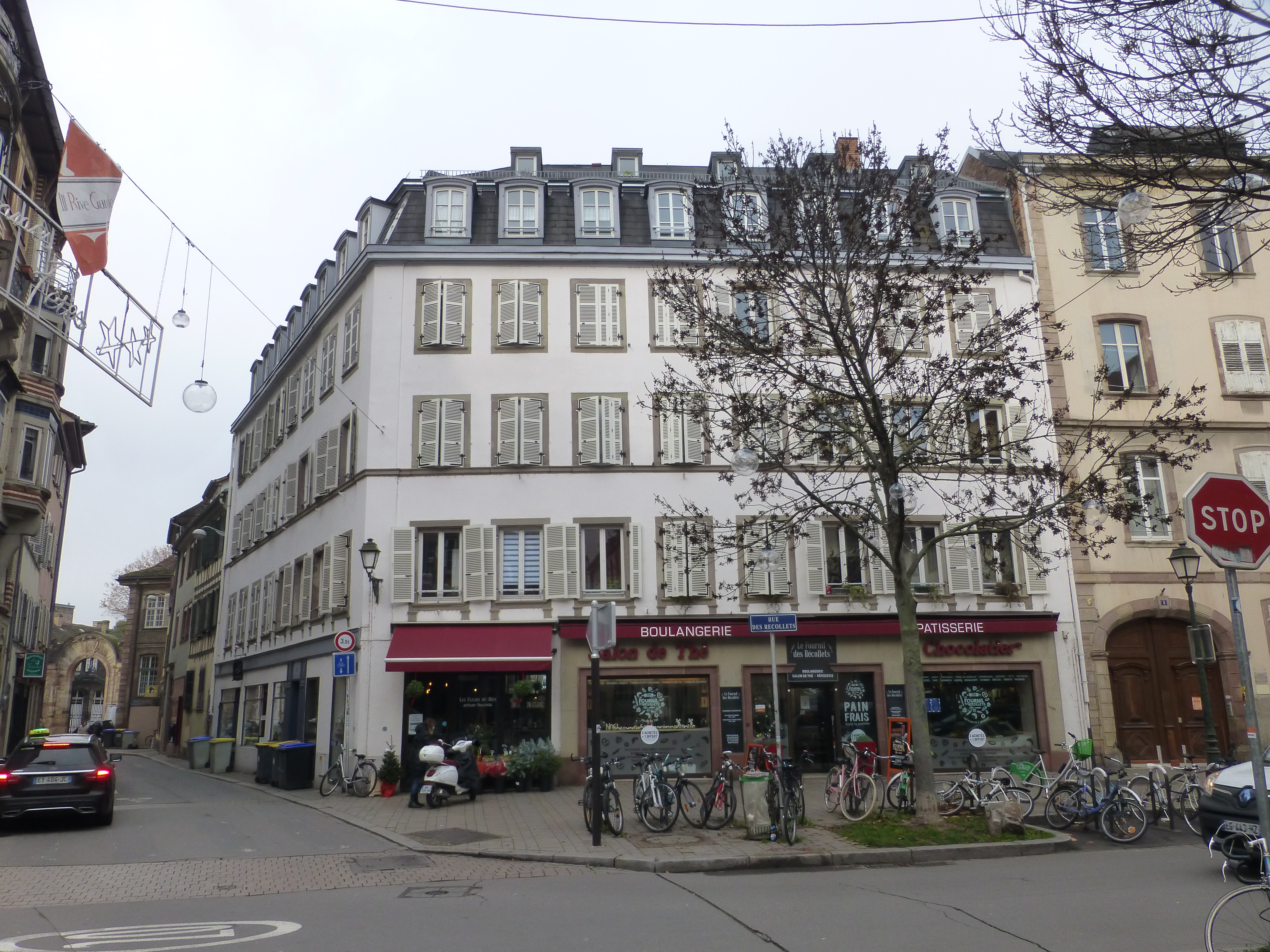
Immeuble au no 3.

Entre 1784 et 1857, la maison porte le no 18 de la rue Brûlée, puis, de 1858 à 1871, le no 3 de la rue des Récollets, avant de prendre le no 1 depuis cette date.
no 3 (actuel)Le vaste immeuble d'habitation qui fait l'angle avec le no 27 de la rue Brûlée compte quatre niveaux. Le rez-de-chaussée est occupé par des commerces. La date de sa construction n'est pas établie.